# Маґнус Лільєдал
Маґнус Лільєдал (англ. Magnus Liljedahl, 6 березня 1954) — американський яхтсмен.
Олімпійський чемпіон 2000 року в класі Зоряний.